# 진종근
진종근(1948년 7월 28일 ~ )은 대한민국의 정치인이다. 제39대 고흥군수를 역임했다.

## 역대 선거 결과
|  | 36.17% |

|  | 46.70% |

|  | 37.53% |

|  | 31.86% |